# SN 2005ih
SN 2005ih – supernowa typu Ia odkryta 20 października 2005 roku w galaktyce A000713+0020. W momencie odkrycia miała maksymalną jasność 22,60m.